# Olaf Stepputat
Olaf Stepputat (* 26. Juli 1965 in Jena) ist ein ehemaliger deutscher Politiker (FDP). Er war Mitglied des Thüringer Landtags in der 1. Wahlperiode 1990–1994. 

## Leben
Im Jahr 1983 bestand Stepputat das Abitur. Nach seinem anschließenden Wehrdienst in der NVA studierte er Werkstoffkunde und Verfahrensweisen an der Hochschule für Architektur und Bauwesen in Weimar. 
Stepputat ist katholisch und verheiratet mit Annett Stiebritz.